# سوات أوكيار
سوات أوكيار (بالتركية: Suat Okyar)‏ هو مدرب كرة قدم ولاعب كرة قدم تركي في مركز الوسط، ولد في 30 مارس 1972 في إسطنبول في تركيا. لعب مع عمرانية سبور ونادي وفاء.

## وصلات خارجية
- سوات أوكيار على موقع اتحاد تركيا (لاعب) (الإنجليزية)